# Love Like This One
『Love Like This One』（ラブ・ライク・ディス・ワン）はキャロライン・アモーレのデビュー・アルバム『J-Girls' Celebrity Mix』からのシングル。同アルバムにボーナストラックとして収録されている。

## 概説
歌詞はキャロラインとマリエが互いに新しいボーイフレンドを自慢するという内容で、2人のかけあいで歌われている。

### 制作までの背景
2009年5月30日、キャロラインはMTV VIDEO MUSIC AWARDS JAPAN 2009のアフターパティDJ、レッドカーペットゲストとして招待され初来日した。このとき、いくつかのメディアの取材を受けたが、その中にマリエがレギュラー出演するバラエティ番組があり、そこで2人は初対面した。取材は大変盛り上がり打ち解けた2人は、翌日、都内の人気クラブにお忍びで訪れた。そこのクラブでキャロラインが「私が曲を作ってみるから、ロサンゼルスとデータをやりとりして東京で歌を入れて」とオファーし、マリエが即座に快諾した。キャロラインがスタジオのあるロサンゼルスに戻って1週間ほどでこの曲が出来た。

## リリース日
2009年8月19日に着うた、着ムービーが配信開始。同日にYahoo!動画でPVが全編公開された。